# Luz Elena González
Luz Elena González [lus eˈlena ɣonˈsales] (Luz Elena González de la Torre; Guadalajara, Jalisco, Meksiko, 22. kolovoza 1974.) meksička je glumica i model, koja uglavnom glumi u televizijskim serijama.

## Filmografija
- Mi querida Isabel
- Preciosa — Milagros
- El niño que vino del mar — Jacinta
- Siempre te amaré (telenovela) — Mara
- Por un beso — Rita
- Između ljubavi i mržnje — Fuensanta
- Alegrijes y rebujos — Irina
- Draga neprijateljica — Diana
- Una familia con suerte — Graciela
- Libre para amarte — Romina Montenegro Pérez
- Mi corazón es tuyo — Magdalena
- Antes muerta que Lichita — Chuchette
- Enamorándome de Ramón — Roxana
- Sin tu mirada — Susana Balmaceda de Villoslada